# Charles Verdrel
Charles-Amédée Verdrel, né à Rouen le 3 décembre 1809 à Rouen et mort dans la même ville le 12 novembre 1868, est un homme politique français, maire de Rouen de 1858 à sa mort.

## Biographie

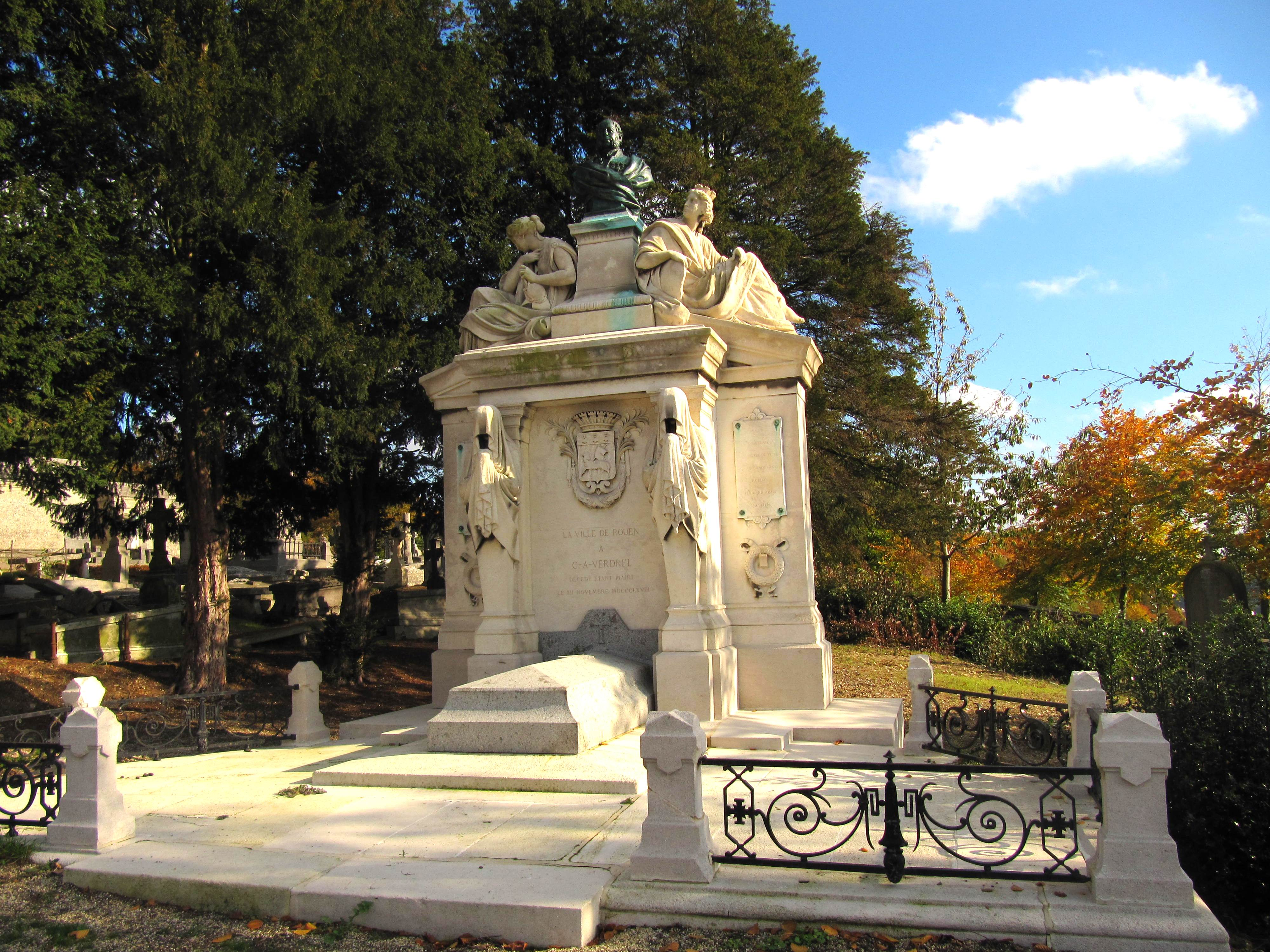
Tombeau de Charles Verdrel au cimetière monumental de Rouen.

Négociant en huiles de droguerie, garance, garancine et produits chimiques, Charles Verdrel demeurait au 13 bis rue de Fontenelle à Rouen. Il épousa le 12 décembre 1836 à Amiens Anne Coulon, qui lui donna deux enfants.
Élu juge suppléant au tribunal de commerce de Rouen le 4 novembre 1846, il fut appelé aux fonctions de juge le 30 août 1847. Il fut également président du tribunal de commerce de 1851 à 1856, membre de la chambre de commerce dès 1853, et administrateur de la Banque de France.
Élu conseiller municipal en 1852, il fut nommé maire de Rouen par décret impérial du 17 février 1858 en remplacement d'Ambroise Fleury, décédé. Il assuma les fonctions de maire du 3 mars 1858 au 12 novembre 1868 ; Victor Rolet lui succéda à ce poste jusqu'en 1870. Son nom est resté attaché au nouveau plan d'urbanisation : l'haussmannisation rouennaise de 1859. On lui doit en particulier les galeries et les halles des deux principaux marchés de Rouen, ainsi que les nouveaux quartiers inaugurés par l'ouverture de la rue de l'Impératrice et de la rue de l'Hôtel-de-Ville. Il inaugure le 15 août 1860 le début des grands travaux aux côtés de Adolphe Billault, ministre de l'intérieur, Eugène Rouher, ministre de l'agriculture, du commerce et des travaux publics, et Ernest Leroy, préfet de la Seine-Inférieure. Sous son mandat fut également édifiée la statue équestre de Napoléon sur la place de l'Hôtel-de-Ville.

## Mémoire et témoignages

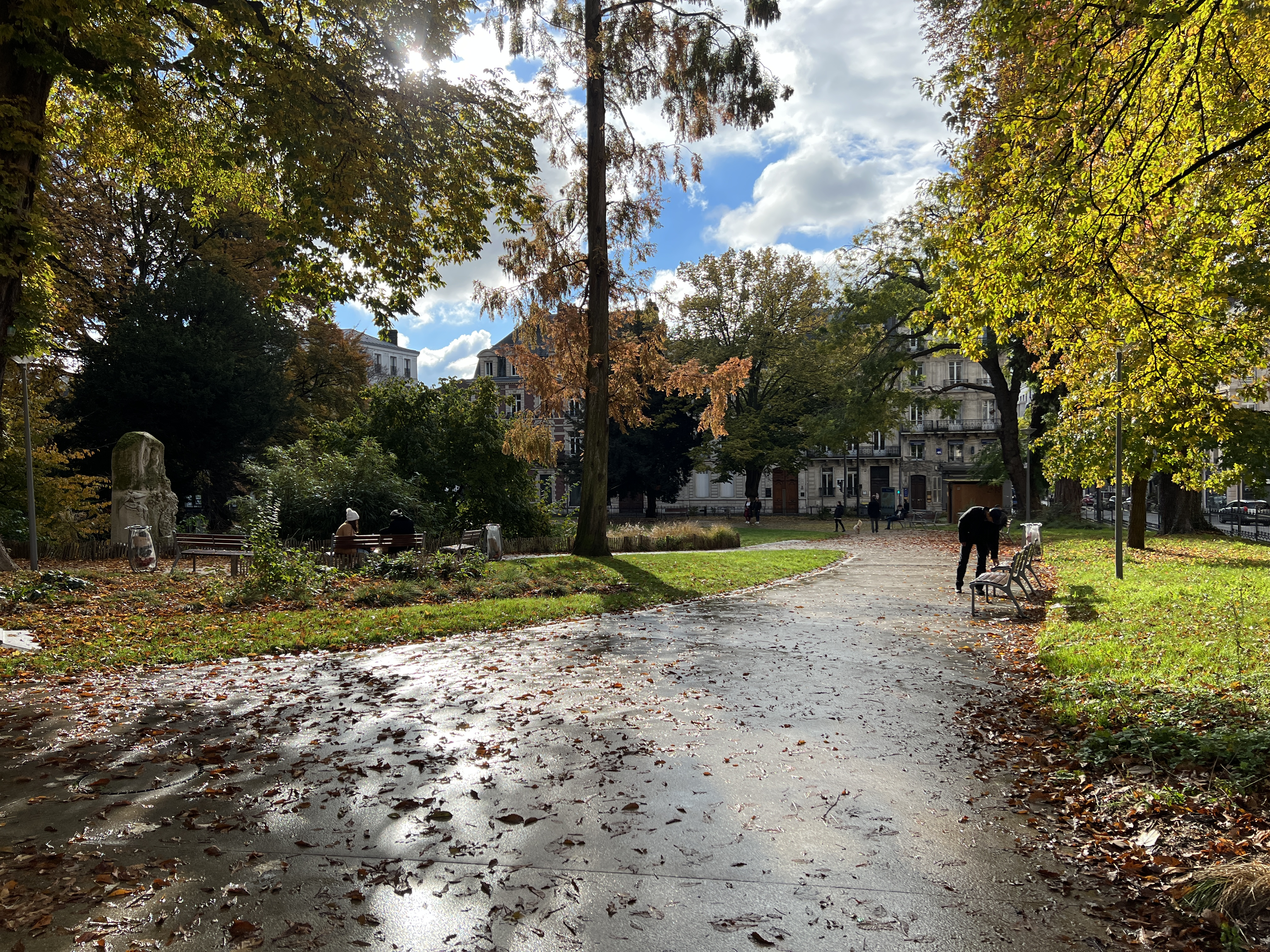
Square Verdrel à Rouen.

L'ancien jardin Solférino, situé dans le centre-ville de Rouen, porte désormais son nom. L'actuelle place du Maréchal-Foch, sur laquelle se trouve le palais de justice, fut longtemps nommée « place Verdrel » jusqu'à la fin de la Première Guerre mondiale.
Charles Verdrel est inhumé dans un tombeau du cimetière monumental de Rouen. Cette sépulture témoigne « d'une étourdissante mégalomanie. Surmonté d'un buste du défunt, comprenant une représentation des armes de la ville et encadré de deux gigantesques pleurants aux mains jointes, ce monument spectaculaire évoque par des inscriptions l'ensemble des grands travaux réalisés sous le mandat de ce “baron Haussmann rouennais” ».

## Distinctions
- Commandeur de la Légion d'honneur (1865)
- Officier de l'Instruction publique
- Commandeur de l'Ordre du Lion et du Soleil de Perse
- Membre de l'Ordre royal des Guelfes du Hanovre
- Officier de l'Ordre Ernest Auguste du Hanovre